# Depozytariusz dziedzictwa
Depozytariusz dziedzictwa – człowiek lub grupa (wspólnota) ludzi uznających określone dziedzictwo za źródło i środek wyrazu uznawanych przez siebie wartości. Konkretne elementy dziedzictwa stanowią dla tych osób istotny czynnik kształtowania tożsamości (np. narodowej, lokalnej, rodzinnej lub indywidualnej).